# Novoozerianka
Novoozerianka (en ukrainien et en russe : Новоозерянка) est une commune urbaine de l'oblast de Jytomyr, en Ukraine. Sa population s'élevait à 571 habitants en 2013.

## Géographie
Novoozerianka se trouve à 25 km à l'est d'Olevsk, à 115 km au nord-ouest de Jytomyr et à 195 km au nord-ouest de Kiev.

## Histoire
Novoozerianka a été fondée en 1963 sous le nom de Myrnyï (en ukrainien : Мирний). Elle a le statut de commune urbaaine depuis 1972.

## Population
Recensements (*) ou estimations de la population :
| 1979* | 1989* | 2001* | 2009 |
| ----- | ----- | ----- | ---- |
| 1 270 | 1 213 | 690   | 600  |

| 2010 | 2011 | 2012 | 2013 |
| ---- | ---- | ---- | ---- |
| 590  | 585  | 575  | 571  |

## Transports
Par la route, Novoozerianka se trouve à 32 km d'Olevsk, à 151 km de Jytomyr et à 220 km de Kiev. La gare ferroviaire la plus proche est celle de Dibrova-Olevska (Діброва-Олевська), située à 7 km.